# Lực lượng Vũ trang Liên bang Nga

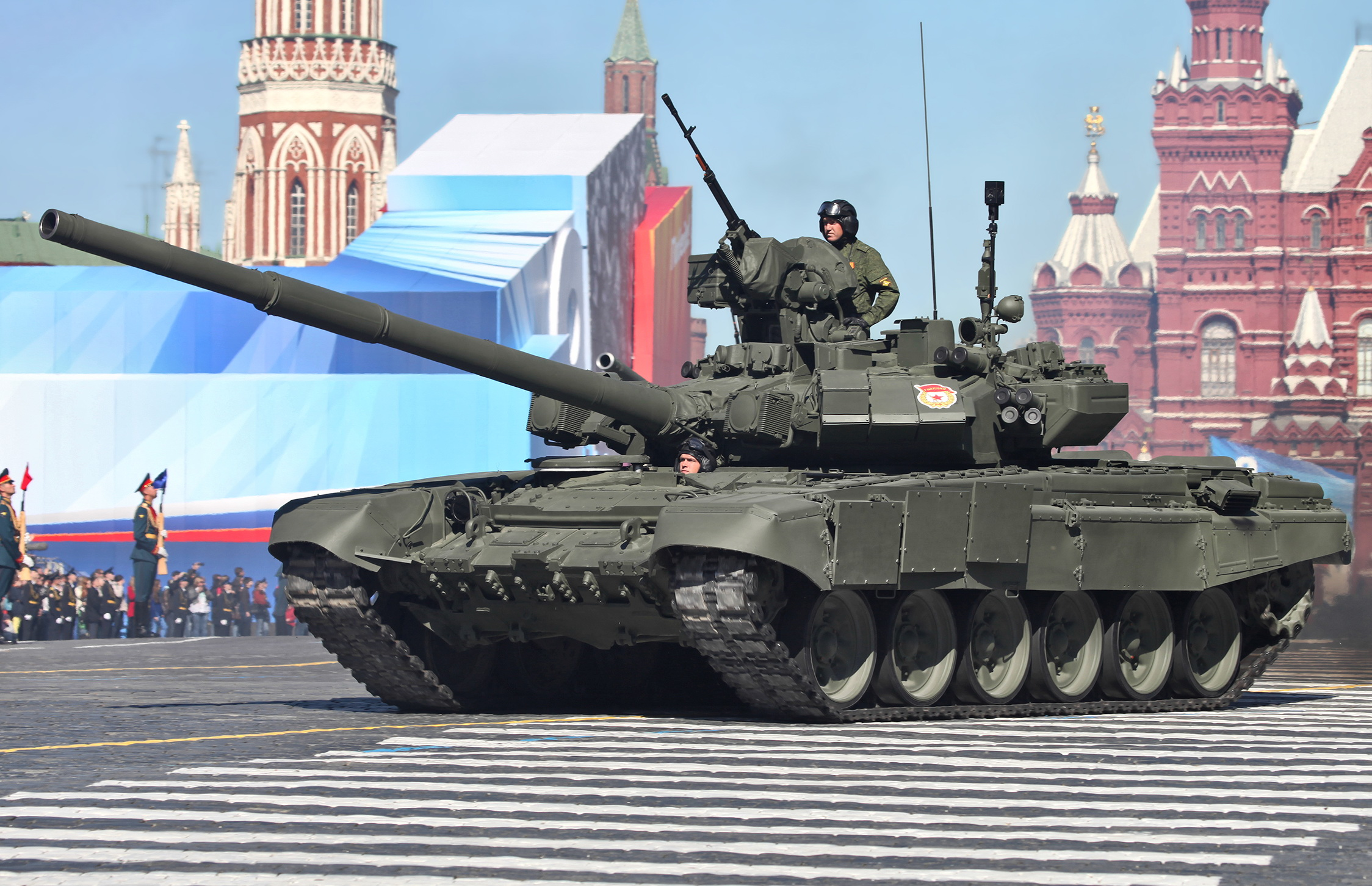
Xe tăng chủ lực T-90 trong lễ duyệt binh 9-5 (28)

Lực lượng Vũ trang Liên bang Nga (tiếng Nga: Вооружённые силы Российской Федерации), thường được gọi là Lực lượng Vũ trang Nga hay Quân đội Nga, là lực lượng quân sự của Nga được thành lập sau sự kiện Liên Xô tan rã. Vào ngày 7 tháng 5 năm 1992, Boris Yeltsin đã ký sắc lệnh thành lập Bộ Quốc phòng Nga thay thế cho Bộ chỉ huy các lực lượng quân đội của Liên Xô trên lãnh thổ của RSFSR dưới quyền của Nga. Họ được chia thành ba quân chủng là Lục quân Nga, Hải quân Nga và Lực lượng Hàng không vũ trụ Nga. Ngoài ra còn có hai binh chủng phục vụ độc lập: Lực lượng Tên lửa Chiến lược Nga và Lực lượng Đổ bộ đường không Nga. Theo luật liên bang của Nga, Lực lượng Vũ trang Liên bang Nga cùng với Lực lượng Biên phòng Nga trực thuộc Tổng cục An ninh Liên bang Nga (FSB), Vệ binh Quốc gia Nga, Bộ Nội vụ Nga (MVD), Cơ quan Bảo vệ Liên bang Nga (FSO), Cơ quan Tình báo Đối ngoại Nga (SVR), Cơ quan Tình báo Quân đội Nga (GRU) và lực lượng phòng vệ dân sự trực thuộc Bộ Tình trạng Khẩn cấp Nga (EMERCOM) đều thuộc các cơ quan thi hành nghĩa vụ quân sự của Nga. Tất cả các cơ quan trên chịu sự kiểm soát trực tiếp của Hội đồng An ninh Nga.
Lực lượng Vũ trang Liên bang Nga là một trong những lực lượng quân sự lớn nhất thế giới với khoảng một triệu quân nhân tại ngũ (lớn thứ năm thế giới) và ít nhất 2 triệu quân nhân dự bị. Tất cả nam công dân từ 18-27 tuổi phải nhập ngũ và phục vụ bắt buộc cho Lực lượng Vũ trang Liên bang Nga trong một năm.
Là lực lượng quân sự mạnh thứ hai thế giới, Lực lượng Vũ trang Liên bang Nga có kho vũ khí hạt nhân lớn nhất thế giới; hơn một nửa số vũ khí hạt nhân trên thế giới thuộc sở hữu của lực lượng này. Họ cũng sở hữu hạm đội tàu ngầm mang tên lửa đạn đạo lớn thứ hai thế giới và là một trong ba quân đội duy nhất hiện nay vận hành máy bay ném bom chiến lược. Lực lượng Vũ trang Liên bang Nga có lực lượng lục quân mạnh nhất thế giới, lực lượng không quân mạnh thứ hai thế giới (sau Hoa Kỳ) và lực lượng hải quân mạnh thứ hai thế giới (sau Hoa Kỳ). Nga có mức chi tiêu quân sự cao thứ tư thế giới, chi 61,7 tỷ USD vào năm 2021 dựa trên tỷ giá hối đoái cố định hoặc thị trường.

## Tổ chức

### Nhân lực trong quân đội
Bộ Quốc phòng Nga quản lý và điều hành quân đội. Từ thời Liên Xô, Bộ Tham mưu đóng vai trò chính trong việc chỉ huy và quản lý toàn bộ quân đội. Tuy nhiên, hiện nay vai trò của Bộ Tham mưu đã giảm xuống, là cơ quan lập kế hoạch chiến lược cho Bộ trưởng. Bộ trưởng Bộ quốc phòng của Nga, hiện nay là Đại tướng Sergey Shoigu, có nhiều quyền hành hơn đối với toàn bộ quân đội. Lãnh đạo của Bộ Tham mưu hiện nay là Đại tướng Valery Gerasimov.
Quân đội Nga được chia thành các nhánh sau: Lục quân, Hải quân và Hàng không vũ trụ (hợp nhất từ 2 lực lượng là Không quân Nga và Lực lượng Không gian Nga). Nga cũng có các lực lượng vũ trang độc lập gồm: Lực lượng Tên lửa Chiến lược, Lực lượng Đổ bộ đường không và Lực lượng Tác chiến đặc biệt. Lực lượng Phòng không, trước đây là Lực lượng Phòng không Liên Xô, đã được sáp nhập và trực thuộc Lực lượng Không quân từ năm 1998.
Lực lượng Lục quân lúc đầu được chia thành 6 quân khu: Moskva, Leningrad (không phải Sankt-Peterburg), Bắc Kavkaz, Privolzhsk-Ural, Sibir và Viễn Đông. Từ năm 2010 thì được xếp lại còn 4 quân khu: 
- Bộ chỉ huy hỗn hợp chiến lược miền Tây - Quân khu miền Tây (trụ sở tại Sankt-Peterburg), gồm Hạm đội Biển Bắc và Hạm đội Baltic
- Bộ chỉ huy hỗn hợp chiến lược miền Nam - Quân khu miền Nam (trụ sở tại Rostov trên sông Đông) gồm Hạm đội Biển Đen và Hải đội Caspi
- Bộ chỉ huy hỗn hợp chiến lược miền Đông - Quân khu miền Đông (trụ sở tại Khabarovsk), gồm Hạm đội Thái Bình Dương
- Bộ chỉ huy hỗn hợp chiến lược Trung tâm - Quân khu Trung tâm (trụ sở tại Yekaterinburg)

Hải quân gồm 4 hạm đội lớn:
- Hạm đội Phương Bắc (Sở chỉ huy tại Severomorsk)
- Hạm đội Baltic (Sở chỉ huy tại Kaliningrad)
- Hạm đội Thái Bình Dương (Sở chỉ huy tại Vladivostok)
- Hạm đội Biển Đen (Sở chỉ huy tại Sevastopol)

## Giai đoạn trì trệ (1991-2001)

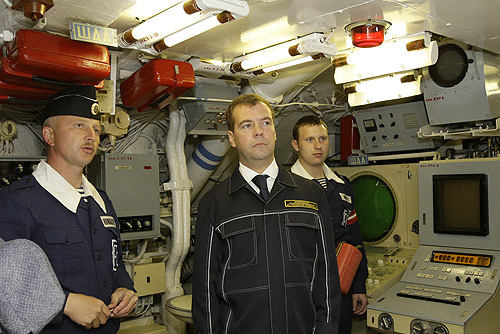
Dmitry Medvedev tham quan tàu ngầm hạt nhân Nga tại Bán đảo Kamchatka, tháng 12/2008

Trong giai đoạn 1991-2001, do kinh tế Nga suy thoái nên ngân sách quốc phòng bị cắt giảm nhiều, quân đội Nga lâm vào trì trệ, không được trang bị các loại vũ khí mới trong giai đoạn này.
Dù lực lượng quân đội hùng hậu của Nga dễ dàng giành chiến thắng trong cuộc chiến tại Gruzia hồi tháng 8-2008 nhưng theo các chuyên gia quân sự thì nhiều cuộc giao tranh trên thực địa đã nhanh chóng để lộ các khiếm khuyết trong việc luyện tập, vũ khí và trang thiết bị của Nga. Theo Christopher Langton, một nhà phân tích tại Viện Nghiên cứu chiến lược quốc tế London thì "Những điểm mà họ hi vọng vận hành tốt lại đã không được như ý - liên lạc, không quân. Phải mất năm ngày họ mới đè bẹp được hệ thống phòng không của một quốc gia tương đối nhỏ. Đó là thời gian tương đối lâu". Cuộc chiến Gruzia đã cho thấy quân đội Nga còn nhiều nhược điểm, chẳng hạn như phần lớn các loại vũ khí đã lỗi thời...
Phương tiện bay không người lái Tipchak của Nga sử dụng trong Chiến tranh Nam Ossetia 2008, theo Thứ trưởng Quốc phòng Nga Vladimir Popovkin thừa nhận, thì chúng "gặp rất nhiều vấn đề" khi tác chiến như tiếng ồn quá lớn và dễ bị bắn hạ. Theo 1 quan chức cấp cao Israel thì trong cuộc chiến Nam Ossetia, người Nga hiểu rằng những chiếc máy bay sản xuất trong nước của họ đã rất lạc hậu so với những máy bay không người lái hiện nay. Dù vậy kế hoạch mua UAV của Israel trong vòng 2-3 năm tới đã gây ra những ý kiến bất đồng. Mikhail Babich, Phó Chủ tịch Ủy ban Quốc phòng của Duma Quốc gia Nga cho biết kế hoạch mua máy bay không người lái (UAV) của Israel sẽ không được thực hiện vì lựa chọn này không có lợi cho các nhà sản xuất quốc phòng trong nước. Thứ trưởng Bộ Quốc phòng Nga Vladimir Popovkin cho hay Bộ Quốc phòng Nga đã chi 5 tỷ rúp cho việc phát triển và thử nghiệm UAV nhưng lại không đạt được bất kỳ kết quả nào. Ông Popovkin còn kết luận: "Hiện nay, UAV của chúng ta không thể so sánh được với UAV nước ngoài đã mua, xét theo bất kỳ thông số kỹ thụât nào". Các UAV "Orlan-3, "White-10", và "White-30" có tốc độ 150–170 km/giờ, mang thiết bị trinh sát có trọng lượng từ 1,8 đến 7 kg với bán kính hoạt động 100–600 km. Máy ảnh có thể hoạt động được trong không trung từ 3 giờ đến 16 giờ còn UAV 421-04M "Swallow" (Chim én) có khả năng đưa tốc độ lên tới 120 km/giờ, bay ở độ cao 3,6 km, phạm vi hoạt động của nó là 25 km. Trong khi đó hiện nay UAV Northrop Grumman RQ-4 Global Hawk của Mỹ bay được độ cao tối đa 19.812m, hoạt động liên tục 48 giờ, bay tầm xa 22.000 km. Trong 24 giờ nó có thể quét một diện tích bằng 1/4 nước Pháp.
Ngày 26/10 năm 2009 Tổng thống Nga Dmitry Medvedev tỏ ra thất vọng đối với tốc độ phát triển, hiện đại hóa quân đội. Ông phải phát biểu: "Vài năm qua, Nga đầu tư rất nhiều tiền để hiện đại hóa, phát triển lĩnh vực quốc phòng. Tuy nhiên, kết quả đạt được không cao, tôi phải nói thẳng như vậy".
Ngành công nghiệp quốc phòng của Nga thời hậu Chiến tranh Lạnh đã bước sang giai đoạn lạc hậu, kém hiệu quả và bị các đối thủ chính yếu như Hoa Kỳ và các nước phương Tây vượt mặt. Chẳng hạn tên lửa đạn đạo phóng từ tàu ngầm RSM-56 Bulava vốn đang được Nga phát triển để thay thế loại vũ khí có từ thời Liên Xô nhưng nó đã thất bại trong 7 trên tổng số 12 lần thử nghiệm.
Khi Nga lần đầu tiên muốn mua các tàu vận tải thuỷ bộ từ Hà Lan, Bộ trưởng Quốc phòng Hà Lan Eimert van Middelkoop nói ông cảm thấy "ngạc nhiên". Nga cũng đã liên hệ với xưởng đóng tàu Navantia của Tây Ban Nha và hãng sản xuất DCNS (chế tạo tàu chiến Mistral) của Pháp. Một tàu chở trực thăng giống như Mistral khiến các nước lân cận như Gruzia và Estonia e ngại do họ đã cảm nhận được sự gây hấn từ chế độ Putin. Người đứng đầu Hải quân Nga - Đô đốc Vladimir Vysotskiy (đô đốc) đã nhấn mạnh nếu Hải quân Nga sở hữu một chiếc Mistral trong cuộc chiến với Gruzia năm 2008 thì "các binh sĩ đã có thể đổ bộ vào bờ biển Gruzia chỉ trong 40 phút thay vì 26 tiếng đồng hồ như thực tế".
Tuy nhiên việc mua bán này bị phản đối khá nhiều từ giới quân sự Nga. Tướng Makhmut Gareev nhấn mạnh, Nga "cần phải là một nước tự cung tự cấp... Chúng ta sẽ thấy bản thân trong thế phụ thuộc đôi chút vào NATO và đặc biệt là Pháp. Chúng ta sẽ phải mua các bộ phận dự trữ, tạo ra một hệ thống hậu cần dựa trên các tiêu chuẩn của phương Tây... Điều này, nói một cách nhẹ nhàng, không tốt đối với nền an ninh quốc gia".
Tư lệnh Không quân Nga Vladimir Mikhailov cho biết các loại trực thăng tốt của Không quân Nga như Kamov Ka-50 và Mil Mi-26 cũng chỉ chiếm khoảng 10% tổng số trực thăng. 90% tổng số trực thăng còn lại đa số đều là các thế hệ cổ lỗ sĩ, bao gồm Mil Mi-8 và Mil Mi-24. Tỷ lệ nhỏ này khiến cho tỷ lệ trực thăng có khả năng tác chiến thực sự chỉ chiếm khoảng 35%". Để trang bị vũ khí mới cho quân đội, thường các nước có nền quân sự tiên tiến dùng đến 60% ngân sách quốc phòng nhưng Nga chỉ có 30%. Ước tính các phương tiện chiến đấu trên không của Nga đang xuống cấp đến 80%.
Theo chương trình vũ khí quốc gia, phải đến năm 2008-2010, binh sĩ Nga mới bắt đầu tiếp nhận được các loại vũ khí hiện đại. Báo Nga Gate2Russia nhận định: "Mọi người đều biết những bất ổn trong quân đội Nga: trình độ huấn luyện kém xa rất nhiều so với ước muốn, trang thiết bị quân sự không đầy đủ, tình trạng tham nhũng tràn lan trong giới sĩ quan... đó là những bất cập gây bất lợi lớn nhất đối với quân đội".

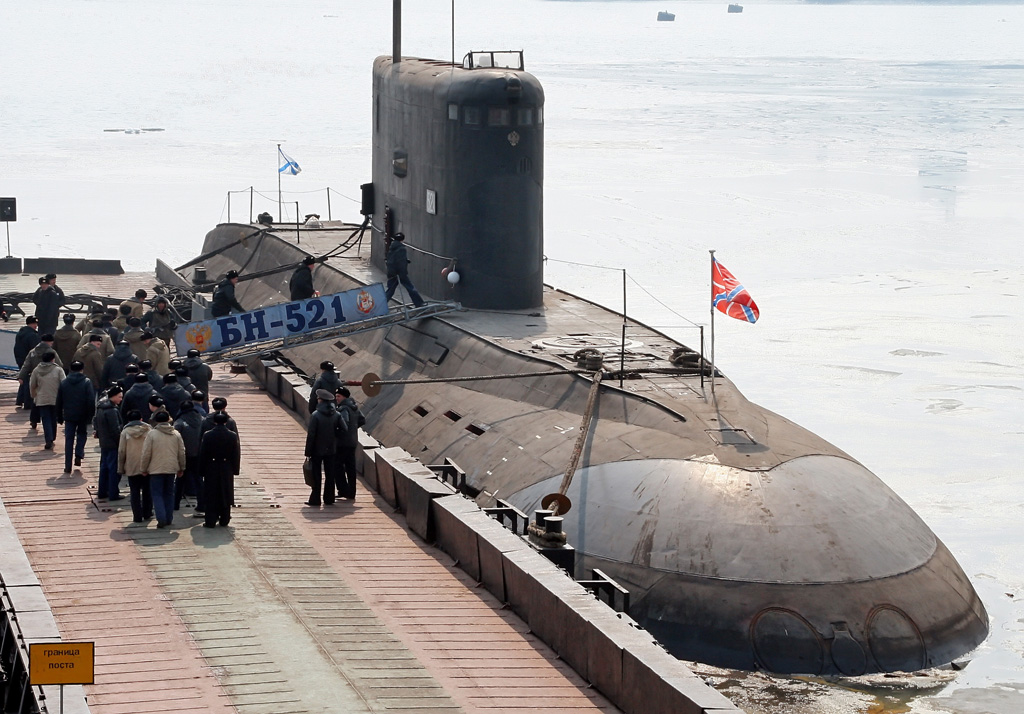
Tàu ngầm lớp Kilo Varshavyanka của Hạm đội Nga năm 2008

Tổ chức Nhân quyền Human Rights Watch cho biết các binh sĩ Nga đều bệnh tật và thiếu ăn. Nhiều binh sĩ bị suy dinh dưỡng và ít được quan tâm chăm sóc sức khỏe. Khẩu phần của các binh sĩ Nga bị cắt xén, dưới mức ăn bình thường so với quy định của quân đội. Quân đội Nga dự thảo cần gần 500.000 thanh niên mỗi năm nhưng gặp cản trở bởi các vấn đề như đào ngũ.. Các thực phẩm lính nghĩa vụ nhận thường có chất lượng kém, thối, hoặc bị nhiễm khuẩn.
Theo Viện nghiên cứu xã hội KASS nghiên cứu dựa trên 5 yếu tố cấu thành trực tiếp là lãnh thổ, tài nguyên thiên nhiên, dân số, kinh tế, quân sự, và 4 yếu tố ảnh hưởng là phát triển xã hội, tính bền vững, an ninh và chính trị trong nước thì chỉ số sức mạnh quân sự quân đội Mỹ 90,08 điểm trên thang điểm 100 trong khi Nga chỉ có 31,08 điểm, còn thấp hơn cả Trung Quốc là 33,3 điểm. Tuy nhiên chuyên gia quân sự người Nga Shalitov vẫn cho rằng: "nếu tính đến khả năng chiến đấu của lực lượng vũ trang thì ở đây đôi khi phải có sự hiện diện của các yếu tố chủ quan như tinh thần chiến đấu, tính sẵn sàng chiến đấu và nếu thế thì tôi nghĩ rằng quân đội Nga ít nhất cũng phải đứng thứ hai sau Mỹ". Tuy nhiên Chủ tịch Ủy ban Quốc phòng Viện Duma (Nga), tướng Andrey Nikolayev nhận định: "Quân đội giờ đây không thể đảm bảo khả năng phòng thủ một cách đầy đủ. Với điều kiện hiện nay, ta không thể nói quân đội Nga đứng ở hàng thứ nhì thế giới"..
WikiLeaks vừa công bố một bức điện do đại sứ Mỹ tại NATO gửi về Nhà Trắng. Theo nội dung bức điện, NATO đã lập một báo cáo về sức mạnh của quân đội Nga sau khi tiến hành hai cuộc tập trận ở phía tây đất nước trong năm 2009 cho thấy, những vấn đề nghiêm trọng nhất mà quân đội Nga đang đối mặt là khí tài cũ kỹ, thiếu phương tiện vận tải và nhân lực.
"Hai cuộc tập trận trong năm 2009 cho thấy khả năng phối hợp với lực lượng không quân của Nga khá hạn chế. Họ tiếp tục phụ thuộc vào các thiết bị lạc hậu và cũ, không có khả năng tác chiến trong mọi điều kiện thời tiết, thiếu những phương tiện vận tải chiến lược, sở hữu đội ngũ sĩ quan không linh hoạt và đối mặt với tình trạng thiếu nhân lực", China Daily trích một phần bức điện.
NATO nhận định quân đội Nga chỉ có thể đối phó những xung đột vũ trang quy mô nhỏ và vừa ở những khu vực phía tây của nước này. Hai cuộc tập trận năm 2009 cho thấy quân đội Nga khó có thể tham gia hai cuộc xung đột nhỏ cùng lúc hoặc tiến hành nhiều cuộc tập trận quy mô lớn.
Cựu Tư lệnh Hạm đội Phương Bắc, Đô đốc Vyacheslav Popov, đại diện Ủy ban chính sách biển Liên bang Nga nói với hãng tin RIA Novosti:""Tại vùng Viễn Đông, số lượng tàu nổi của Nga ít hơn 3 lần so với Nhật Bản". Đô đốc Popov cũng khẳng định rằng, hiện nay, Hải quân Nga thực sự không có những tàu chiến mới đóng vai trò quyết định. Vũ khí và trang thiết bị, hệ thống điều khiển, đảm bảo kỹ thuật và hậu cần đều già cỗi.

## Tương lai
Tuy nhiên bộ mặt quân đội Nga đang dần thay đổi. Với việc Nga thoát khỏi suy thoái kinh tế, ngân sách quốc phòng gia tăng trở lại và nhiều kế hoạch hiện đại hóa trang bị được thực hiện.
Năm 2009, thủ tướng Dmitry Medvedev cũng cho biết phần lớn số tiền này được chi dùng cho việc phát triển và mua các trang thiết bị quân sự hiện đại. Giới phân tích nhận định lợi nhuận lớn từ dầu mỏ trong những năm gần đây đã cho phép Kremlin tăng ngân quỹ dành cho quân đội. Ông Medvedev cho rằng "Dù chúng ta đang phải đối mặt với các khó khăn về tài chính, ngân quỹ dành cho việc này vẫn không thay đổi" dù cho giá dầu thế giới đang ở mức 400 USD mỗi thùng, so với năm ngoái là 1000 USD/thùng. Bộ trưởng Bộ Quốc phòng Nga hôm 17-3 nói tỉ lệ vũ khí hiện đại trong Lực lượng vũ trang Nga sẽ đạt 30% vào năm 2015 và tăng đến 70% vào năm 2020.
Hãng tin AP dẫn thông tin từ giới chức quân đội Nga cho biết khoảng 25% trong số 43 tỉ USD chi cho việc mua vũ khí năm 2009 sẽ được dành để nâng cấp lực lượng hạt nhân thời Liên Xô đã cũ kỹ. Theo giới phân tích, tuyên bố của Tổng thống Nga có thể gây khó chịu cho Washington và sẽ xóa tan hy vọng về viễn cảnh mối quan hệ căng thẳng Đông-Tây sẽ được cải thiện nhanh chóng.
Đối với hải quân, năm 2012, tổng thống Vladimir Putin thông qua kế hoạch đóng mới 51 tàu chiến nổi và 24 tàu ngầm cho đến năm 2020.. Trong 24 chiếc sẽ có 16 chiếc là tàu ngầm hạt nhân. Ngày 10-1-2013 Hải quân Nga đã chấp nhận nhập biên chế tàu ngầm đầu tiên của lớp tàu ngầm hạt nhân chiến lược Borei. Chiếc thứ hai nhập biên chế vào ngày 21-12-2013. Chiếc thứ ba được hạ thủy và thử nghiệm vào đầu năm 2013 và nhập biên chế vào cuối năm 2014.

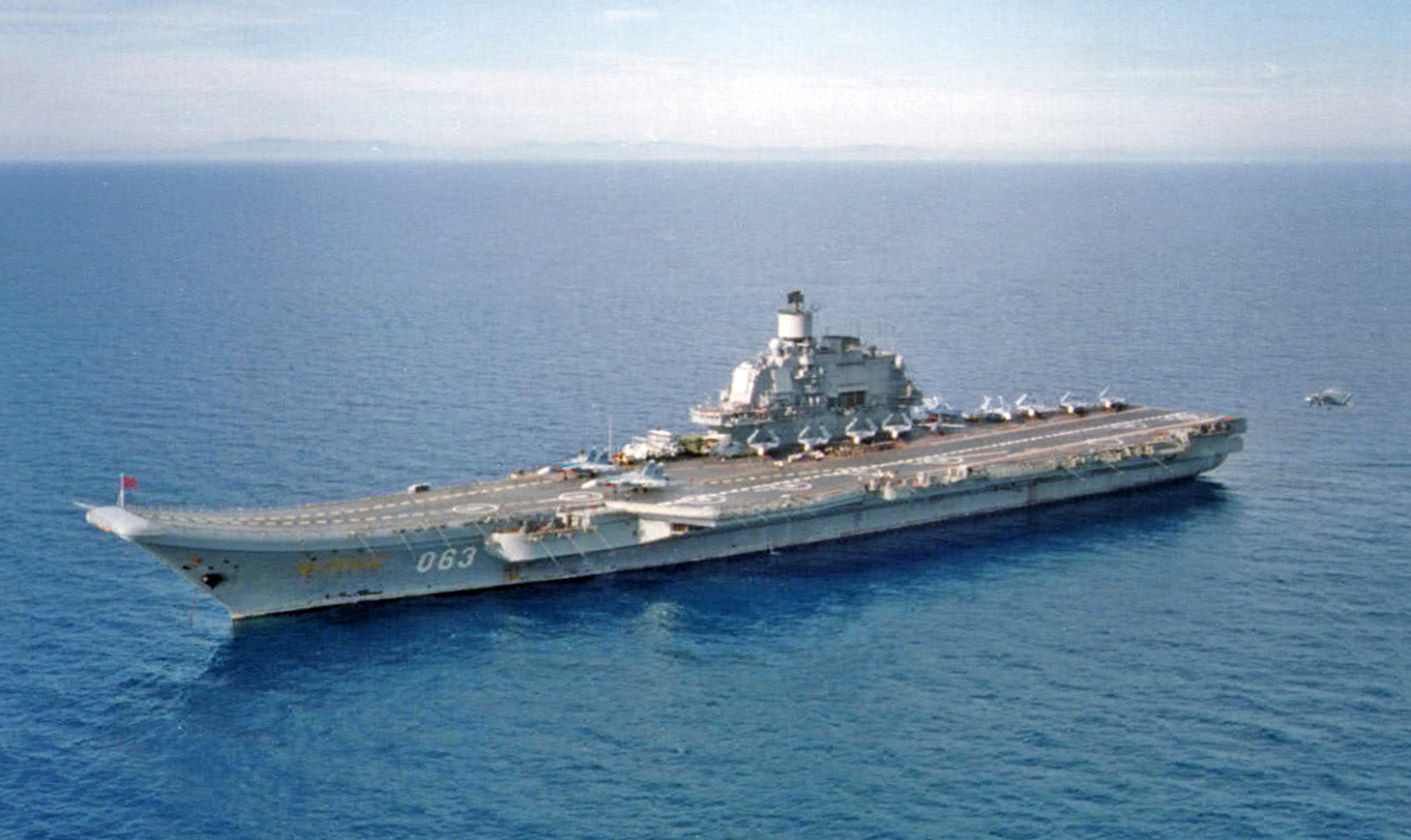
Tàu sân bay Đô đốc Kuznetsov

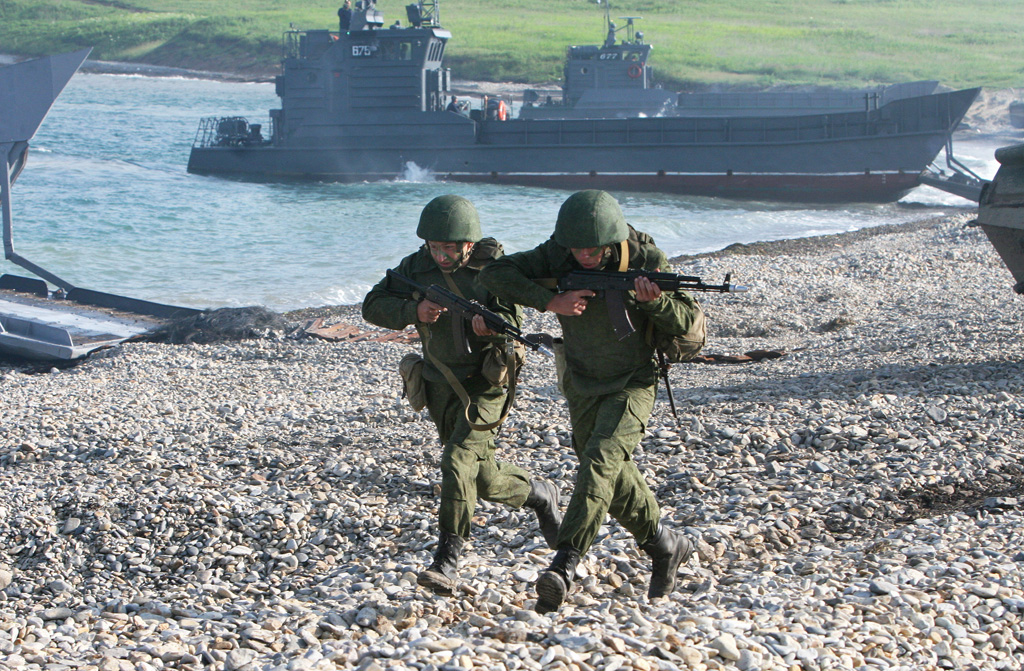
Hải quân đánh bộ Nga thực tập đổ bộ bờ biển ở Vladivostok năm 2010

Đối với lục quân, năm 2008, Bộ trưởng Bộ Quốc phòng Nga Anatoliy Serdukov bắt đầu kế hoạch tái tổ chức lớn cho quân đội, trong đó lục quân cho dừng hoạt động hết toàn bộ các sư đoàn hiện dịch và thay bằng các đơn vị cấp lữ đoàn, đến tháng 1 năm 2016 sẽ có 39 lữ đoàn chiến đấu hợp thành, 21 lữ đoàn pháo binh và tên lửa, 7 lữ đoàn phòng không, 12 lữ đoàn thông tin, 2 lữ đoàn chiến tranh điện tử.
Hệ thống chỉ huy từ 4 cấp Bộ chỉ huy quân khu - Quân đoàn - Sư đoàn - Trung đoàn thành 3 cấp: Bộ chỉ huy chiến lược - Bộ chỉ huy hành quân - Lữ đoàn. Các đơn vị chiến đấu sẽ độc lập và linh hoạt hơn. Các lữ đoàn cũng có thể phối hợp cùng các lữ đoàn khác trong cùng bộ chỉ huy hỗn hợp. Mọi phương tiện. trang bị, thiết bị đều được nâng cấp hoặc thay mới như kế hoạch mua mới xe tăng T-14 Armata từ năm 2015.

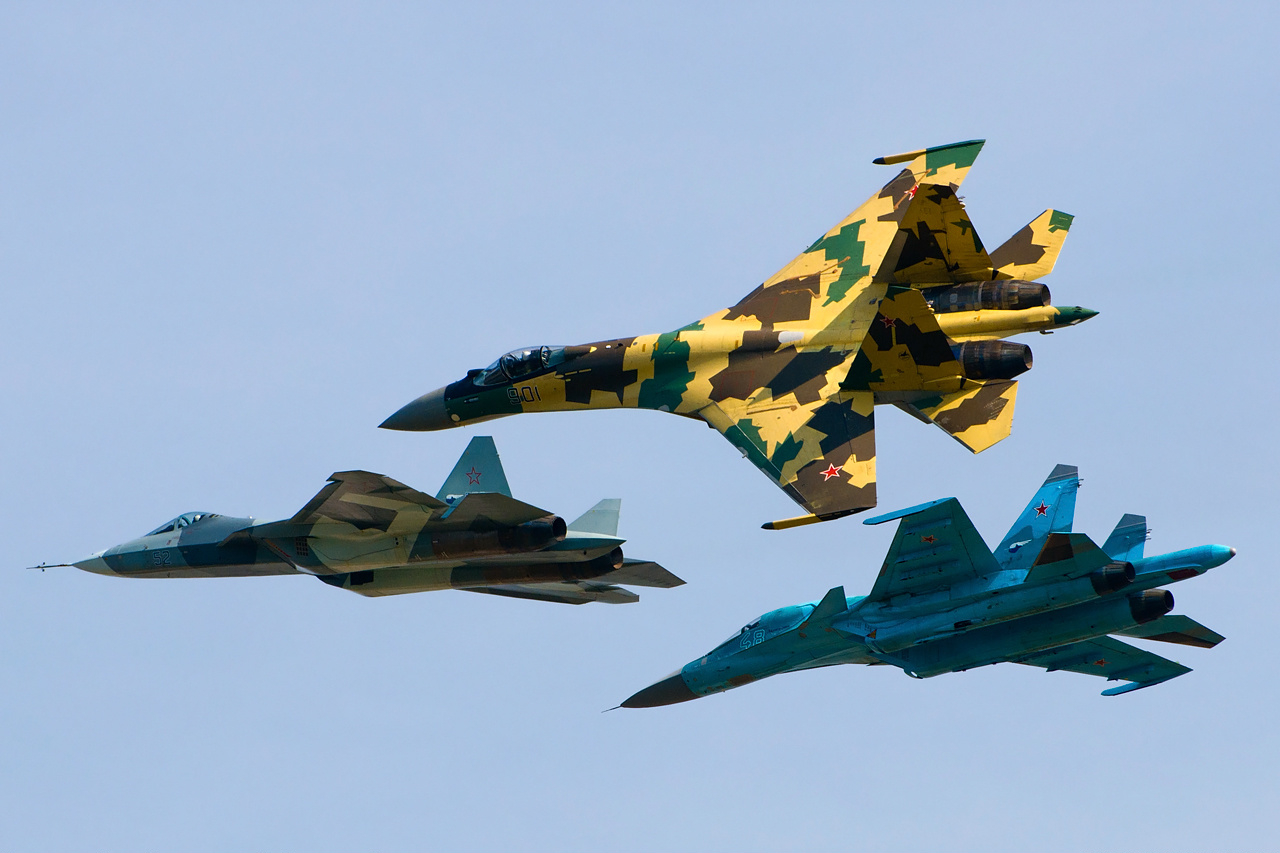
Sukhoi Su-35S, Su-34 và T-50

Song với việc cải tổ quân đội và tái trang bị, quân đội Nga cũng được tập trận quy mô lớn thường xuyên hơn nhằm kiểm tra khả năng sẵn sàng chiến đấu của các đơn vị, như cuộc tập trận đột xuất mùa hè năm 2013 với sự tham gia của hơn 160000 binh sĩ, hơn 1.000 xe thiết giáp, 130 máy bay và hơn 70 tàu chiến của Hạm đội Thái Bình Dương, được coi là cuộc tập trận lớn nhất từ thời Liên Xô. Trong cuộc tập trận bất thường tháng 5-2013, Tổng thống Nga Putin tuyên bố, những cuộc tập trận như thế là cách hoàn hảo để giữ cho quân đội luôn có khả năng tác chiến hoàn hảo. Truyền thông Nga cho biết, các cuộc tập trận của quân đội Nga hoàn toàn mang mục đích rèn luyện, kiểm tra kỹ thuật và không nhằm vào bất cứ quốc gia nào.
Năm 2014, Nga đã tổ chức diễn tập quân sự ở nhiều khu vực, trong đó quy mô diễn tập quân sự "Phương Đông-2014" là nổi bật nhất, cuộc diễn tập quân sự này đã bao trùm lên 11 khu vực của Viễn Đông Nga, có 150.000 quân tham gia.
Chính phủ Nga công bố ngân sách quốc phòng năm 2014 là 2,49 nghìn tỉ rub (tương đương 69,3 tỉ USD), lớn thứ 3 sau Mỹ và Trung Quốc. Ngân sách này sẽ tăng lên 3,03 nghìn tỉ rub (83,7 tỉ USD) năm 2015, 3,36 nghìn tỉ rub (93,9 tỉ USD) năm 2016. Trong khi đó, năm 1998 con số này đạt dưới 3 tỷ USD.
Nguyên tổng thống Nga Dmitry Medvedev tuyên bố Nga sẽ bắt đầu chương trình tái vũ trang hóa quân sự toàn diện từ năm 2011, trước hết là các lực lượng hạt nhân chiến lược. Giới phân tích cho rằng chiến tranh Nam Ossetia 2008 đã bộc lộ nhiều vấn đề trong các lực lượng vũ trang Nga, với các trang thiết bị lạc hậu và cách triển khai cũ, do đó dẫn tới những lời kêu gọi phải hiện đại hóa quân đội Nga. Nga sẽ bỏ ra khoảng gần 140 tỉ USD để mua vũ khí cho tới năm 2011.
Quân đội Nga đã trải qua một quá trình nâng cấp thiết bị lớn trị giá khoảng $200 tỷ trong giai đoạn 2006 đến 2015. Bộ trưởng quốc phòng Anatoliy Serdyukov giám sát các cuộc cải cách lớn với mục đích chuyển đổi từ một quân đội tập trung đông đảo với chế độ nghĩa vụ thành một lực lượng chuyên nghiệp nhỏ hơn.
Chính phủ Nga đã thông qua khoản tiền 20-21.5 ngàn tỉ rubles (hơn $650 tỉ) để mua mới vũ khí trong 10 năm tiếp theo. Điều này sẽ gia tăng tỉ lệ vũ khí trong 3 quân chủng tăng lên 30% vào năm 2015, 70% vào năm 2020. Trong vài khu vực tỉ lệ này đạt tới 80% hay thậm chí 100%. Bộ Quốc phòng Nga quyết định mua 250 tên lửa đạn đạo liên lục địa, 800 máy bay, 1200 trực thăng, 44 tàu ngầm, 36 khinh hạm, 28 tàu hộ tống, 18 tàu tuần dương, 24 tàu khu trục, 6 tàu sân bay, 62 tiểu đoàn phòng không. Các vũ khí hiện có sẽ được nâng cấp.

## Vũ khí hạt nhân
Năm 2012, Viện Khoa học Hoa Kỳ ước tính Nga có 1499 đầu đạn hạt nhân chiến lược đang được triển khai, 1022 đầu đạn không triển khai và khoảng 2000 đầu đạn hạt nhân chiến thuật.. Lực lượng tên lửa chiến lược điều khiển các tên lửa phóng trên mặt đất, không quân quản lý tên lửa phóng từ trên không, hải quân quản lý tên lửa phóng từ tàu ngầm.

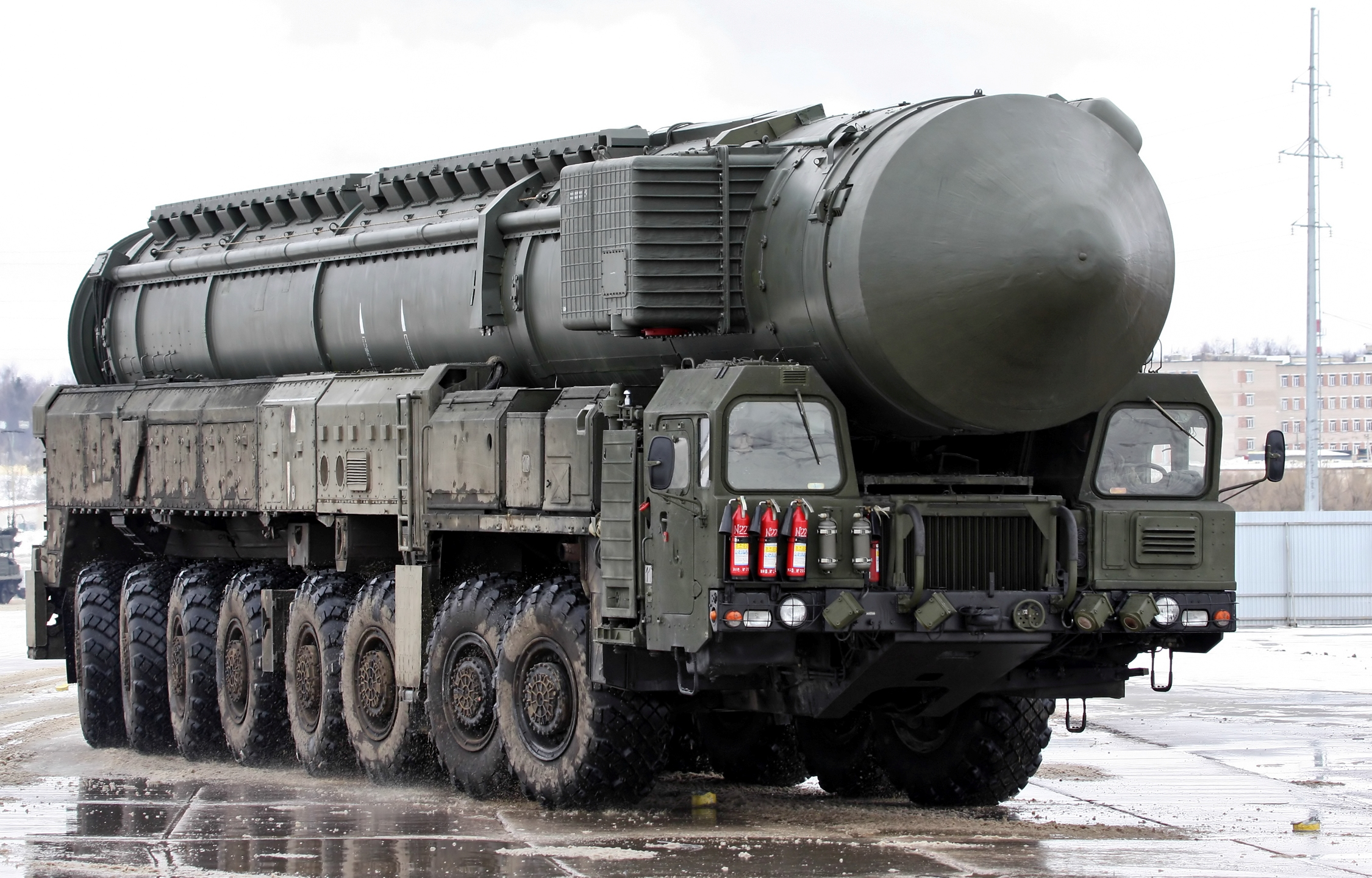
RT-2PM2 Topol-M (SS-27) tại lễ duyệt binh mừng Ngày Chiến thắng 9-5 2012

Tàu ngầm hạt nhân lớp Borei

1. Tên lửa cố định trên bộ (silo), như R-36 Voyevoda.
2. Tên lửa di động, như RT-2UTTKh Topol-M và loại mới RS-24 Yars.
3. Trên tàu ngầm, như R-29RMU2 Layner và RSM-56 Bulava.
4. Phóng từ trên không của Tập đoàn không quân 37 thuộc Không quân Nga
5. RS-28 Sarmat - tên lửa đạn đạo phá vỡ mọi thống phòng thủ tên lửa tầm cao (kể cả THAAD của Mỹ).[54].

Học thuyết quân sự của Nga xem sự mở rộng của NATO về phía đông như sự đe dọa và bảo lưu quyền sử dụng vũ khí hạt nhân nhằm đáp tra bất kì cuộc xâm lược thông thường nào gây đe dọa đến sự tồn tại của đất nước. Số tên lửa liên lục địa đã sụt giảm qua nhiều năm do việc thực hiện hiệp định cắt giảm vũ khí chiến lược với Hoa Kỳ và sự bảo trì thiếu thốn. Tuy nhiên nhiều tên lửa mới đã được đưa vào sử dụng góp phần cân bằng điều này nhằm chống lại các hệ thống phòng thủ tên lửa. Nga đang phát triển tên lửa RT-2UTTKh Topol-M nhằm xuyên thủng mọi hệ thống phòng thủ, bao gồm hệ thống phòng thủ NMD của Hoa Kỳ. Nó có thể được phóng từ xe phóng di động hay từ giếng phóng.